# Eshmunazar II
Eshmunazar II ou Eshmunazor II (phénicien : ʾšmnʿzr) était un roi de Sidon phénicien.
Eshmunazar II est devenu roi vers 539 av. J.-C. Il était alors très jeune. C’est à peu près au même moment que Cyrus II s’empare de l’empire babylonien et donc de la Phénicie. On comprend qu’Amoashtart n’ait pas fait de difficultés avec les nouveaux souverains pour assurer le trône à son fils. Lorsque Cambyse II se lance à la conquête de l’Égypte en 525, Eshmunazar II qui n’a qu’environ 15 ans est récompensé de "ses exploits" par un don de terres. On pense qu’il a mis sa flotte à la disposition du Grand Roi. Il meurt peu après et c’est Bodashtart, lui aussi petit-fils d’Eshmunazar Ier, qui lui succède, et qui fut le père de Yatonmilk. La date chronologique est discutée.

## Sarcophage d'Eshmunazar II
Le sarcophage d'Eshmunazar II a été mis au jour en 1855 dans un site proche de Sidon au Liban.
Il porte une inscription en cananéen phénicien, écrite en alphabet phénicien, répertoriée sous le code KAI-14. Il est actuellement conservé au musée du Louvre.
Le sarcophage est de facture égyptienne et date du VIe siècle av. J.-C. L'inscription identifie le roi contenu dans le sarcophage et met en garde les personnes susceptibles de le déranger. Le langage utilisé pour l'inscription est un dialecte canaanite, intelligible par les locuteurs de l'hébreu biblique.
La traduction qui suit est basée sur celle de Julius Oppert modifiée avec l'apport d'une traduction plus récente par J.B. Prichard et D.E. Fleming.